# Matthias Dollinger
Matthias „Mothe“ Dollinger (* 12. September 1979 in Klagenfurt) ist ein ehemaliger österreichischer Fußballspieler auf der Position eines Mittelfeldspielers. Seit der Winterpause 2017/18 tritt er als sportlicher Leiter des ASK Klagenfurt in Erscheinung.

## Karriere

### Vereine
Matthias Dollinger (unter Fans liebevoll Tolle Mottinger genannt) begann seine Profikarriere beim österreichischen Zweitligisten FC Kärnten, nachdem er davor bereits für verschiedene Vereine in der steirischen Landesliga, der Kärntner Liga und der Regionalliga Mitte gespielt hatte.
Ab Sommer 2001 spielte er für DSV Leoben. In seiner ersten Spielsaison für den Verein erzielte er bereits sieben Tore, ein Jahr später bereits elf Tore. In dieser Saison verpasste der DSV Leoben knapp den Aufstieg in die Bundesliga als Zweiter in der Tabelle. Dollinger selbst gelang dies allerdings mit dem Wechsel zum Grazer AK 2003. 
In der ersten Saison in der Bundesliga schaffte der Mittelfeldspieler mit dem GAK auf Anhieb den Gewinn der Meisterschaft und des ÖFB-Cup. Damit war der GAK in der nächsten Saison für die Teilnahme an der Champions-League-Qualifikation berechtigt. In der Meisterschaft 2004/05 scheiterte der GAK knapp und wurde Vizemeister. Nach einem zwischenzeitlichen Engagement bei Rapid wechselte Matthias Dollinger im Jänner 2007 zum LASK Linz in die zweitklassige Erste Liga, wo er einen Vertrag bis 2008 unterschrieb. Nachdem er mit dem LASK aufgestiegen war, wechselte er in der Winterpause 07/08 zu Erstligist SC Schwanenstadt. Nachdem am Ende der Saison der neu gegründete FC Magna Wiener Neustadt die Lizenz der Oberösterreicher bekommen hatte, wechselte Dollinger zum Bundesligisten SK Austria Kärnten. Nach dem Konkurs von Austria Kärnten 2010 wechselte er zum Regionalligisten SK Austria Klagenfurt. Dort war er bis zur Winterpause 2013/14 im Einsatz und wechselte danach zum Annabichler SV, bei dem er in weiterer Folge an der Seite seines jüngeren Bruders Stefan (* 1984) spielte. In der Saison 2014/15 gelang der Aufstieg in die drittklassige Regionalliga Mitte. Nach nur einer Saison kehrte der ASV wieder in die Kärntner Liga zurück. In der Winterpause 2017/18 verließ er den ASV, um sich dem ASK Klagenfurt in der fünftklassigen Unterliga Ost anzuschließen. Hier erfolgte auch sein Karriereausklang; im Sommer 2019 beendete er seine Spielerkarriere und fungierte nur mehr als sportlicher Leiter des Vereins. Diese Funktion hatte er bereits mit seinem Wechsel in der Winterpause 2017/18 angetreten.

### Nationalmannschaft
Matthias Dollinger debütierte im November 2002 im Spiel gegen Norwegen für die österreichische Nationalmannschaft. 

### Politik
Im Dezember 2012 wurde bekannt, dass Dollinger künftig als Sportsprecher des Team Stronach für Kärnten fungieren und dieses bei der Kärntner Landtagswahl im März 2013 unterstützen wird.

## Sportliche Erfolge
- 1 × Österreichischer Meister: 2004 (Grazer AK)
- 1 × Österreichischer Cupsieger: 2004 (Grazer AK)

## Persönliches
Mothe Dollinger, so einer seiner Spitznamen, ist der Sohn des ehemaligen Fußballspielers Matthias Dollinger senior (1951–2015), der mehrere Jahre dem Vorstand des SK Austria Klagenfurt angehörte und maßgeblich am Weiterbestand des Nachfolgevereins des seinerzeitigen FC Kärnten beteiligt war. Der Vater spielte unter anderem selbst in der damaligen 2. Division beim SV St. Veit und beim Villacher SV.
Am 23. April 2016 heiratete Dollinger in Krumpendorf seine langjährige Lebensgefährtin Christina. Die beiden sind Betreiber des Café Herzig in Klagenfurt.
Sein 2005 geborener Sohn, der ebenfalls Matthias heißt, spielt ebenfalls Fußball und kam über den FC Poggendorf im Jahre 2019 zum SK Austria Klagenfurt, bei dem er seit 2023 für die zweite Mannschaft in der Kärntner Liga aktiv ist. Ebenso als Fußballspieler aktiv war dessen Onkel Stefan (* 1984), ein Bruder seines Vaters, der seine Karriere um das Jahr 2020 beendete und langjähriger Spieler in der Kärntner Liga und der darüberliegenden drittklassigen Regionalliga Mitte war.